# Barthélemy Boganda
Barthélemy Boganda (Bobangui, 8 dicembre 1910 – Boukpayanga, 29 marzo 1959) è stato un politico e presbitero centrafricano.
È stato il leader politico nazionalista di quella che oggi è la Repubblica Centrafricana. Boganda era attivo prima dell'indipendenza del suo Paese nel periodo in cui la nazione, come parte dell'Africa Equatoriale Francese, era amministrata dalla Francia e si chiamava Ubangi-Sciari.
È stato dal 1958 al 1959 Primo ministro dell'entità autonoma della Repubblica Centrafricana.
Nel 1938 fu ordinato prete cattolico, diventando il primo sacerdote indigeno dell'Ubangi-Sciari. Nel 1946, con il permesso del suo vescovo fu eletto al parlamento dell'Unione francese e nel 1949 contribuì alla fondazione del Movimento per l'Evoluzione Sociale dell'Africa Nera. Nel 1950 fu dimesso dallo stato clericale e sposò una francese. 
Morì a 48 anni in un disastro aereo alla vigilia delle elezioni, evento che generò diversi sospetti di sabotaggio.
È autore del testo de La Renaissance, inno nazionale centrafricano. Parente di David Dacko, suo successore, lo era anche di Jean-Bedel Bokassa, che rovescerà a sua volta Dacko instaurando uno stravagante e duraturo regime (facendosi addirittura incoronare imperatore).